# 혀끝소리
혀끝소리는 혀끝에서 만들어진 닿소리이다. IPA가 분류한 치음, 치경음, 후치경음, 권설음이 이에 속하고 치경구개음도 이에 준한다. 
혀끝은 윗앞니에 대하는 혓날(설단, 舌端, laminal)과 혀의 꼭대기인 (협의의) 혀끝(설첨, 舌尖, apical)으로 나뉠 때가 있다. 국제 음성 기호에서 특별이 혀끝에서 조음하는 치경음과 혓날에서 조음하는 치경음을 구별할 때는 설첨음에는 보조 기호 [ ◌̺ ] ([t̺, d̺])을 쓰고 설단음에는 [ ◌̻ ] ([t̻, d̻])을 쓴다.

## 같이 보기
- 변자음
- 조음 위치